# Ernst Silfverswärd
Ernst Lars Isaac Silfverswärd, född den 26 december 1863 på Skårby gård i Salems församling, Stockholms län, död den 1 augusti 1949 i Stockholm, var en svensk militär. Han var bror till Georg Silfverswärd.
Silfverswärd blev underlöjtnant vid Livregementets grenadjärkår 1883. Efter att ha genomgått Krigshögskolan 1886–1888 och Gymnastiska centralinstitutet 1888–1889 blev han löjtnant 1891. Silfverswärd var repetitör vid Krigshögskolan 1894–1895 och ordonnansofficer och adjutant vid IV. arméfördelningen 1895–1901. Han blev kapten i armén 1900, regementskvartermästare 1901 och kapten vid regementet 1903. Silfverswärd blev adjutant hos kronprinsen 1901, hos denne som kung 1908 och överadjutant hos kungen 1916. Han befordrades till major i regementet 1910 och vid Göta livgarde samma år, till överstelöjtnant i armén 1914 och vid Svea livgarde 1915. Silfverswärd blev överste och chef för Älvsborgs regemente 1916 och var sekundchef för Svea livgarde 1920–1923. Han blev överste i IV. arméfördelningens reserv 1923. Silfverswärd blev kabinettskammarherre 1924. Han blev riddare av Svärdsorden 1904, kommendör av andra klassen av samma orden 1920 samt kommendör av första klassen av Svärdsorden 1922 och av Nordstjärneorden 1930.